# Fabian Wander
Fabian Wander (auch Egon Wander oder Fabian E. Wander; * 13. Januar 1927 in Berlin) ist ein deutscher Schauspieler, Hörspiel- und Off-Sprecher.

## Leben
Fabian Wander ist der Sohn eines Konzertmeisters und erhielt seine schauspielerische Ausbildung von 1945 bis 1947 an der Hochschule für Musik und Theater in Dresden, wo er neben anderen von Erich Ponto und Hans Finohr unterrichtet wurde. Dort begann er unter dem Namen Egon Wander an der Volksbühne, am Komödienhaus und am Staatstheater seine Bühnenlaufbahn, die er später in Berlin fortsetzte. Ende der 1950er Jahre siedelte Wander in die Bundesrepublik Deutschland über und hatte Engagements in Braunschweig, Hannover und Hamburg, dort u. a. an den Kammerspielen, 1961 in Mattias Brauns Die Perser und 1965 in Jean Anouilhs Armer Bitos oder Das Diner der Köpfe, oder am Theater im Zimmer in Russisches Dreieck von Françoise Sagan.
1953 gehörte Fabian Wander mit weiteren Kollegen zum ersten Schauspielensemble des Deutschen Fernsehfunks und debütierte 1954 in dem Film Die Entscheidung des Tilman Riemenschneider vor der Kamera. Bis 1959 war er in einer Reihe weiterer Filme des DFF und der DEFA zu sehen. Ab 1962 übernahm Wander sporadisch Aufgaben in bundesdeutschen Produktionen, so in einer Folge der Unverbesserlichen und in Serien wie Hamburg Transit, Im Auftrag von Madame oder Cliff Dexter.
Von 1962 bis 1975 arbeitete Fabian Wander als Off-Sprecher im Team der ARD-Tagesschau, ist als Sprecher in Hörspielen des NDR tätig gewesen und lieh als Synchronsprecher u. a. Renato Baldini in dem Film Keine Rosen für OSS 117 seine Stimme.
Seither ist wenig über Wanders Leben und Betätigung bekannt. Laut DEFA-Biographie soll er 1978 in einer bundesdeutschen Fernsehproduktion mitgewirkt haben. 1986/87 war er im prominent besetzten ZDF-Fernsehspiel Das Wahlergebnis als Nachrichtensprecher zu sehen. Seither lebt Fabian Wander in Frankreich und ist (oder war) mit der Tänzerin Manon Damann verheiratet.

## Filmografie (Auswahl)
| - 1954: Die Entscheidung des Tilman Riemenschneider - 1954: Morgendämmerung - 1955: Ein gewöhnlicher Fall - 1955: 52 Wochen sind ein Jahr - 1956: Der Geizige - 1957: Maß für Maß - 1957: Der Sheriff - 1958: Die Miserablen - 1958: Weil du mich liebst - 1959: Tanja - 1961: Zeit der Schuldlosen - 1964: Das Kriminalgericht – Der Fall Nebe - 1965: Das Feuerzeichen - 1966: Cliff Dexter – Umleitung ins Verderben - 1967: Verbotenes Land | - 1967: Cliff Dexter – Einen Orden für Cliff - 1968: Sir Roger Casement - 1968: Nationalkomitee 'Freies Deutschland' - 1969: Tagebuch eines Frauenmörders - 1971: Recht oder Unrecht – Der Fall Meinberg - 1971: Die Unverbesserlichen – ...und ihr Stolz - 1971: Geschäfte mit Dr. Plückhahn - 1972: Hoopers letzte Jagd - 1973: Sonderdezernat K1 – Trip ins Jenseits - 1973: Im Auftrag von Madame – Export – Import - 1973: Hamburg Transit – Der Gepäckschein - 1973: Die Kriminalerzählung – Die Handschuhe des Franzosen - 1974: Sonderdezernat K1 – Friedhofsballade - 1975: Motiv Liebe – Heimkehr - 1975: PS – Geschichten ums Auto (als Staatsanwalt in den Folgen Restalkohol und Das Urteil) - 1987: Das Wahlergebnis |

## Hörspiele
| - 1959: Der Fall Dinah Furner – Regie: Werner Grunow (Kriminalhörspiel) - 1959: Die Bremer Stadtmusikanten (Erzähler) – Regie: Theodor Popp (Kinderhörspiel – Eterna) - 1961: Die Jagd nach dem Täter (Folge: Grüne Splitter im Handschuh) – Regie: S. O. Wagner - 1961: Requiem für einen großen Kapitän – Regie: Joachim Hoene - 1961: Die Jagd nach dem Täter (Folge: Wo ist der Tote) – Regie: S. O. Wagner - 1961: Die Jagd nach dem Täter (Folge: Reptile) – Regie: S. O. Wagner - 1961: Die Jagd nach dem Täter (Folge: Die letzte Partie) – Regie: S. O. Wagner - 1962: Die Jagd nach dem Täter (Folge: Zwanzig Pfundnoten) – Regie: S. O. Wagner - 1962: Geben Sie mir Dr. Parker – Regie: Horst Loebe - 1962: Der Gerechte – Regie: Fritz Schröder-Jahn - 1962: Ankommt eine Depesche – Regie: Fritz Schröder-Jahn | - 1962: Ich habe mich geirrt – Regie: S. O. Wagner - 1963: Mondfinsternis – Regie: Fritz Schröder-Jahn - 1963: Das tapfere Schneiderlein – Regie: Hans Bernd Müller - 1963: Der Entartete – Regie: Hans Lietzau - 1964: Der Sohn des Anton Bräuning – Regie: Fritz Schröder-Jahn - 1964: Ein Wintermärchen – Regie: Fritz Schröder-Jahn - 1964: Manie – Regie: S. O. Wagner - 1968: Der Prinz und der Betteljunge – Regie: Otto Kurth - 1975: Hey, Boys and Girls, let’s have a good time together – Regie: Frank Grützbach |